# Albert Frey-Wyssling

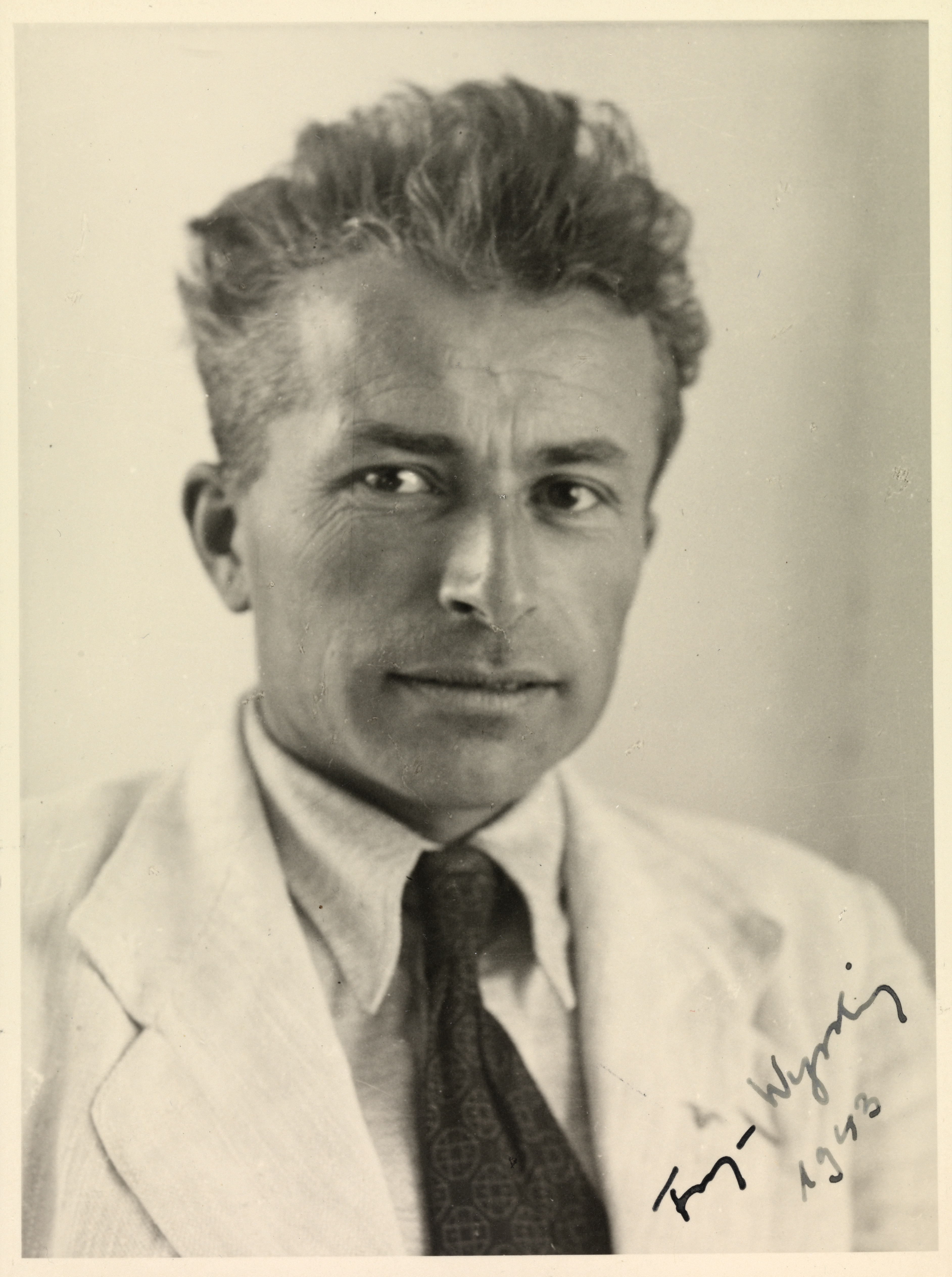
Albert Frey-Wyssling

Albert Friedrich Frey-Wyssling, geborener Albert Frey, (* 8. November 1900 in Küsnacht; † 30. August 1988 in Meilen) war ein Schweizer Botaniker.

## Biografie
Frey-Wyssling stammte aus der 
Lehrerfamilie Hans Frey-Hoepfner. Er studierte nach dem Besuch des Realgymnasiums in Zürich ab 1919 Naturwissenschaften und speziell Botanik an der ETH Zürich. 1924 wurde er mit einer Dissertation aus der Pflanzenphysiologie in Zürich promoviert (Calciumoxalat-Monohydrat und -Trihydrat in der Pflanze: eine physiologische Studie auf Grund der Phasenlehre). Er war ab 1923 Assistent an der ETH und in dieser Zeit zu Forschungsaufenthalten in Jena (bei Hermann Ambronn und an der Sorbonne) und ab 1927 Privatdozent, ging dann aber 1928 vier Jahre aus finanziellen Gründen an ein privates holländisches Kautschuk-Forschungsinstitut (AVROS) in Medan auf Sumatra. 1932 kehrte er an die ETH Zürich zurück und wurde 1938 Nachfolger seines Lehrers Paul Jaccard als ordentlicher Professor für Allgemeine Botanik und Pflanzenphysiologie. Die Königlich Niederländische Akademie der Wissenschaften nahm ihn 1950 als auswärtiges Mitglied auf.  1957 wurde er in die American Academy of Arts and Sciences gewählt. 1957 bis 1961 war er Rektor der ETH Zürich. 1970 ging er in den Ruhestand. Im selben Jahr wurde er in die National Academy of Sciences gewählt.
Frey-Wyssling war ein Pionier in der Erforschung der submikroskopischen Zellstruktur von Pflanzen und der Feinstruktur von deren Zellwänden, womit er noch vor der Einführung des Elektronenmikroskops (und der Ultrazentrifuge) in die Biologie begann. Dabei bediente er sich Techniken der Polarisationsmikroskopie und der Röntgenkristallographie. Erst 1944 wurde an seinem Institut ein Elektronenmikroskop eingeführt, dass ihm (und Kurt Mühlethaler (1919–2002)) die Bestätigung seiner vorher indirekt erhaltenen Erkenntnisse über den Feinaufbau von Zellen ermöglichte. Frey-Wyssling gilt damit auch als Pionier der Molekularbiologie.
Er ist auch für Beiträge zur Kautschukbildung und allgemein zur Stoffausscheidung höherer Pflanzen aus seiner Zeit in Sumatra bekannt. Er war Berater der Schweizer Tabakpflanzer. Sein ursprünglicher Name lautete Frey, den Namenszusatz Frey-Wyssling nahm er 1928 nach der Heirat mit Margrit Wyssling an. Er war Bürger von Olten und ab 1928 von Küsnacht.
Frey-Wyssling war seit 1957 auswärtiges Mitglied der Royal Society. 1941 wurde er Mitglied und 1977 Ehrenmitglied der Leopoldina. 1963 wurde er Ehrenmitglied (Honorary Fellow) der Royal Society of Edinburgh. 1949 erhielt er den Marcel-Benoist-Preis und 1958 die Schleiden-Medaille. Er war fünffacher Ehrendoktor, darunter das Ehrendoktorat der Universität Utrecht.

## Schriften
- mit Hermann Ambronn: Das Polarisationsmikroskop: seine Anwendung in der Kolloidforschung und in der Färberei. Leipzig: Akademische Verlagsgesellschaft 1926.
- Die Stoffausscheidung der höheren Pflanzen. Berlin: Springer 1935.
- Submikroskopische Morphologie des Protoplasmas und seiner Derivate. Berlin: Borntraeger 1938.
- Stoffwechsel der Pflanzen. 2. Auflage, Zürich: Büchergilde Gutenberg 1949.
- Submicroscopic morphology of protoplasm. 2nd engl. ed., Amsterdam Houston: Elsevier 1953.
- Die submikroskopische Struktur des Cytoplasmas. Wien: Springer 1955.
- Die pflanzliche Zellwand. Berlin: Springer 1959.
- The plant cell-wall, Third completely revised ed. (Handbuch der Pflanzenanatomie, Band 3, Teil 4). Berlin: Borntraeger 1976.
- mit Mühlethaler: Ultrastructural plant cytology : with an introduction to molecular biology. Amsterdam Houston: Elsevier 1965.
- Comparative organellography of the cytoplasm. (Protoplasmalogia, Band 3) Wien: Springer 1973.
- Lehre und Forschung. Autobiographische Erinnerungen. Stuttgart: Wissenschaftliche Verlagsgesellschaft 1984.